# قوس وريدي راحي سطحي
القوس الوريدي الراحي السطحي هي أوردة مترافقة ترافق القوس الشرياني الراحي السطحي. تستقبل القوس أوردة مرافقة لتفرعات القوس الشرياني السطحي وهي الوريد الإصبعي الراحي الأصلي.